# Clorato di alluminio
Il clorato di alluminio è il sale di alluminio dell'acido clorico, avente formula Al(ClO3)3.
Si presenta in forma di cristalli incolori e inodori, o polvere bianca ed è molto solubile in acqua e si scioglie anche in alcool. Si trova anche nelle forme idrate Al(ClO3)3·6 H2O e Al(ClO3)3·9 H2O. È fotosensibile, quindi viene conservato generalmente in recipienti di vetro ambrato.
Come tutti i clorati, è un forte ossidante (E° ClO3– / Cl– = + 1,45 V in soluzione acida).

## Preparazione
Si può ottenere dalla reazione dell'idrossido di alluminio con l'acido clorico:
Al(OH)3 + 3 HClO3 → Al(ClO3)3 + 3 H2O
Come per altri clorati metallici, il clorato di alluminio può essere preparato impiegando il clorato di bario che, fatto reagire con il solfato di alluminio, dà un precipitato di solfato di bario:
Al2(SO4)3 + 3 Ba(ClO3)2 → 2 Al(ClO3)3 + 3 BaSO4 ↓